# 张光 (陶瓷学教授)
张光（1901年11月—1995年2月），湖南长沙（一说武冈）人，陶瓷专家、教授。

## 生平
张光生于1901年11月的湖南长沙。毕业于清华大学。
1927年毕业于伊利诺伊大学化学工程学士学位。
1929年进入美国麻省理工学院化学工程专业学习，获硕士学位。
回国后任国立湖南大学教授、化工系（一说化学系）主任。抗战期间，国民政府资源委员会在长沙建立中央电瓷制造厂，1939-1941年在宜宾设立分厂，张任厂长。1949年12月，中央电瓷有限公司更名南京电瓷厂。
抗战胜利后，张任国立中正大学教授，1949年，该校被共产党改名为南昌大学。
1953年，因院系调整，从南昌大学调入华南工学院任二级教授、重化工系和无机材料科学与工程系主任、材料科学与工程研究所副所长。创办了无线电陶瓷专业。1963年当选广东硅酸盐学会首任理事长。